# Релаха, Жан-Клод
Жан-Клод Релаха (фр. Jean-Claude Relaha, род. XX век) — мадагаскарский шоссейный велогонщик.

## Биография
Десятикратный чемпионом Мадагаскара.
После окончания карьеры стал президентом Федерации велоспорта Мадагаскара.. Также отвечает за организацию Тура Мадагаскара.
Командор награды мадагаскарского спорта (в категории «бывшая слава»), наградой, присуждённой Эри Радзаунаримампианином 23 февраля 2017 года.